# OR4E2
OR4E2 (англ. Olfactory receptor 4E2) – білок, який кодується однойменним геном, розташованим у людей на короткому плечі 14-ї хромосоми. Довжина поліпептидного ланцюга білка становить 313 амінокислот, а молекулярна маса — 35 466.
| 10         |  | 20         |  | 30         |  | 40         |  | 50         |
| ---------- |  | ---------- |  | ---------- |  | ---------- |  | ---------- |
| MDSLNQTRVT |  | EFVFLGLTDN |  | RVLEMLFFMA |  | FSAIYMLTLS |  | GNILIIIATV |
| FTPSLHTPMY |  | FFLSNLSFID |  | ICHSSVTVPK |  | MLEGLLLERK |  | TISFDNCITQ |
| LFFLHLFACA |  | EIFLLIIVAY |  | DRYVAICTPL |  | HYPNVMNMRV |  | CIQLVFALWL |
| GGTVHSLGQT |  | FLTIRLPYCG |  | PNIIDSYFCD |  | VPLVIKLACT |  | DTYLTGILIV |
| TNSGTISLSC |  | FLAVVTSYMV |  | ILVSLRKHSA |  | EGRQKALSTC |  | SAHFMVVALF |
| FGPCIFIYTR |  | PDTSFSIDKV |  | VSVFYTVVTP |  | LLNPFIYTLR |  | NEEVKSAMKQ |
| LRQRQVFFTK |  | SYT        |  |            |  |            |  |            |

A: Аланін

C: Цистеїн

D: Аспарагінова кислота

E: Глутамінова кислота

F: Фенілаланін

G: Гліцин

H: Гістидин

I: Ізолейцин

K: Лізин

L: Лейцин

M: Метіонін

N: Аспарагін

P: Пролін

Q: Глутамін

R: Аргінін

S: Серин

T: Треонін

V: Валін

W: Триптофан

Кодований геном білок за функціями належить до рецепторів, g-білокспряжених рецепторів, білків внутрішньоклітинного сигналінгу. 
Локалізований у клітинній мембрані, мембрані.